# 納克洛市鎮

46°16′N 14°19′E / 46.267°N 14.317°E
納克洛市鎮，是斯洛文尼亞西北部的一個市鎮，傳統上屬於克拉尼斯卡地區，行政中心为納克洛。市镇面積为28.3平方公里，2002年人口数量为5,211人。该市镇成立于1994年。